# Leuconotha venosa
Leuconotha venosa är en fjärilsart som beskrevs av W. Warren 1897. Leuconotha venosa ingår i släktet Leuconotha och familjen Uraniidae. Inga underarter finns listade i Catalogue of Life.